# Tela Crane
Tela Crane née le 10 octobre 1986 à Seattle, est une coureuse cycliste professionnelle américaine.

## Palmarès sur piste

### Championnats des États-Unis
- 2012
  -  Championne des États-Unis de la vitesse par équipes
  - 3e du keirin
  - 3e de la vitesse
- 2013
  -  Championne des États-Unis de l'américaine
  -  Championne des États-Unis du keirin
  -  Championne des États-Unis de la vitesse
- 2014
  -  Championne des États-Unis du scratch
  -  Championne des États-Unis de la poursuite par équipes
  - 2e du keirin
- 2015
  - 2e de l'omnium
  - 3e du keirin
  - 3e du scratch
- 2016
  -  Championne des États-Unis de l'omnium
  - 2e de l'américaine
  - 3e du scratch
- 2017
  - 2e du scratch